# Antoine Green
Antoine Green (Rockledge, 15 novembre 1999) è un giocatore di football americano statunitense che milita nel ruolo di wide receiver per i Detroit Lions della National Football League (NFL).

## Carriera

### Detroit Lions
Al college Green giocò a football a North Carolina, venendo inserito nella terza formazione ideale dell'Atlantic Coast Conference nell'ultima stagione. Fu scelto nel corso del settimo giro (219ª scelta assoluta) del Draft NFL 2023 dai Detroit Lions. Debuttò come professionista subentrando nella gara del secondo turno ricevendo un passaggio da 2 yard dal quarterback Jared Goff nella sconfitta contro i Seattle Seahawks. Fu l'unica ricezione della sua stagione da rookie, conclusa con 9 presenze, nessuna delle quali come titolare.